# Mistrzostwa Europy w Piłce Ręcznej Kobiet 2022 (składy)
Artykuł grupuje składy żeńskich reprezentacji narodowych w piłce ręcznej, które wystąpią podczas Mistrzostw Europy w Piłce Ręcznej Kobiet 2022 rozegranych w Słowenii, Czarnogórze i Macedonii Północnej od 4 do 20 listopada 2022 roku.

## Informacje ogólne
Szerokie składy liczące maksymalnie trzydzieści pięć zawodniczek zgodnie z zasadami ustalonymi przez EHF zostały ogłoszone 26 września 2022 roku. Na dzień przed rozpoczęciem zawodów reprezentacje ogłoszą oficjalne dwudziestoosobowe składy, z którego w trakcie turnieju mogą wymienić maksymalnie sześć zawodniczek – maksymalnie po dwie w każdej fazie (z możliwością powrotu wcześniej zastąpionej zawodniczki). Z uwagi na pandemię COVID-19 limit ten nie będzie obowiązywał przy potwierdzonych przypadkach zachorowań.